# 로보지츠 전투
로보지츠 전투(독일어: Schlacht bei Lobositz)는 1756년 10월 1일 벌어진 전투로 육상전에서 7년 전쟁의 개막을 알린 첫 전투이다. 프리드리히 대왕이 지휘하는 약 29,000명의 프로이센군은 오스트리아의 야전사령관 막시밀리안 율리시즈 폰 브라운(Maximilian Ulysses von Browne)원수가 지휘하는 약 34,500명의 오스트리아군이 포위당한 동맹국 작센 공국의 군대를 구원하는 것을 저지했다. 이로 인해 작센은 2주 후에 항복하였다.

## 서막
프리드리히는 1756년 8월 29일 동맹국인 영국의 조언을 무시하고 선제공격을 하기 위해 프로이센군 대부분을 이끌고 작센을 침공했다. 작센과 오스트리아 양측 모두 전쟁 준비가 아직 이루어지지 않은 상황이었다. 그럼에도 작센군은 피르나(Pirna)근교에 강력한 방어선을 구축하였고, 프리드리히는 작센군을 고립시켜 군량이 떨어지기만을 기다리는 수밖에는 다른 방법이 없었다.
오스트리아군도 준비를 마치고, 작센군을 구원하기 위해 진군하기 시작했다. 그러나 엘베강(Elbe river)근교에 있는 현재 체코 공화국 영내에 있는 로보지츠(Lobositz; 체코어:로보시스(Lovosice)근교에서 프리드리히군에게 저지를 당했다. 오스트리아군 사령관 폰 브라운은 엘베강의 맞은편 강둑에 소규모 오스트리아군 분견대를 파견해 포위된 작센군을 구원할 것을 명령했다. 그러나 프리드리히의 군대가 오스트리아군을 향해 진군한다는 소식을 듣고는 이들을 다시 불러들였다.

## 전투

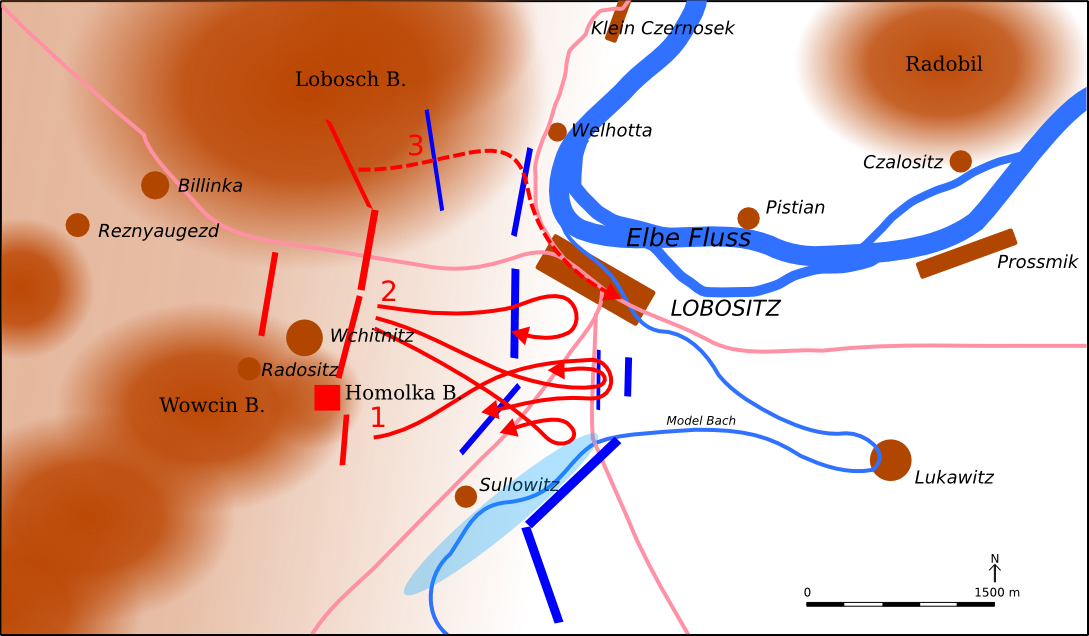
로보지츠 전투의 지도. 붉은색이 프로이센, 파란색이 오스트리아 군대.

오스트리아군은 엘베강 연안의 로보셰(Lobosch, 반대편에는 호모르카(Homolka)란 이름의 다른 산이 있다.) 언덕에 의지해 방어태세를 갖추고 동시에 몰렌바흐(Morellenbach)라는 작은 개울을 품은 상태로 배치되어 있었다. 비록 이 개울은 깊지 않았기에 보병들이 충분히 건널 수 있었지만, 이 개울을 건너는 도중에는 진형이 흐트러질 수 있었다.
짙은 안개속에서 프리드리히의 프로이센군이 오스트리아군에게 접근하기 시작했다. 크로아티아군으로 이루어진 분견대가 프로이센군에게 사격을 시작했고, 자신이 오스트리아군의 후방에 있는 소규모 부대와 마주하고 있다고 믿은 프리드리히는 휘하의 보병대대에게 진격을 명령했다.
보병부대는 호모르카의 완만한 능선을 장악하였고, 이 와중에 프로이센 포병대는 전진하여 포격 위치를 잡았다. 언덕에 자리잡은 프로이센 포병대는 오스트리아군이 있는 계곡과 오스트리아 기병대에 효과적인 포격을 가할 수 있었다.
안개가 서서히 걷히기 시작하면서 중앙의 프로이센 보병대는 오스트리아군의 주력 포병부대를 향해 공격을 개시했다. 프리드리히는 그가 마주친 병력이 오스트리아군의 후위대가 아니라 적의 본대라는 것을 알았다. 적에 대한 정보를 좀 더 파악하기 위해 프리드리히는 휘하의 기병대에게 정찰명령을 내렸다.
프리드리히의 정찰 부대가 술로비츠(Sullowitz) 근교에 이르렀을 때 포격을 받아 원래 계획과는 달리 좌측으로 이동하였다. 이같은 프로이센 기병대의 움직임에 오스트리아 기병대로 하여금 왼쪽에서 돌격을 개시하게 만들었다. 오스트리아군의 측면을 공격하기 위해 프로이센군의 연대장 한스 폰 블루멘탈(Hans von Blumenthal)은 술로비츠에서 가장 가까이에 있던 휘하의 근위부대(Garde du Corps)를 이끌고 오스트리아군에 반격을 가하였고, 결국 이들을 술로비츠에서 머스캣 총의 사정거리가 닿는 곳 너머까지 패주시켰다. 이러한 격전 중에 폰 블루멘탈의 말은 적의 총탄에 맞았고, 그 자신 역시 오스트리아군의 기병도에 목 근처를 베여 상당한 부상을 입었다.
다시금 프로이센 기병대가 오스트리아군에게 돌격하였으나, 도리어 격퇴당하고 말았다. 프리드리히는 이미 전투에서 졌다고 체념하고 말았다. 프리드리히는 전장을 떠나고 싶어 하는 눈치로 "이들은 이전과 같은 오스트리아군이 아니다."(These are no longer the same Austrians.)라고 말하였다.
그러나 프로이센군의 좌익을 맡은 브라운슈바이크-베베른 공작(the Duke of Brunswick-Bevern)은 보병대를 이끌고 오스트리아군의 우익을 격파하는 데 성공하였다. 프로이센군은 이 당시 많은 병사들이 탄약을 다 쓴 상태였기 때문에 총검을 끼우고 돌격하였다. 베베른 공작의 부대는 불타는 로보지츠 마을을 넘어 오스트리아군을 추격하였다. 오스트리아군은 퇴각하였고, 프로이센군은 전장을 장악할 수 있었다.

## 여파
프로이센과 오스트리아는 각자 약 2,900명의 병사를 잃었다. 오스트리아군은 별다른 피해를 입지 않은 채로 퇴각했다. 폰 브라운은 심지어 작센을 포위한 프로이센군을 공격하려 했으나, 이미 때는 너무 늦었다. 피르나의 작센군은 오스트리아의 구원군이 도착하기 전인 10월 14일에 항복했고, 작센은 군대가 항복한 다음날 15일에 항복하고 말았다. 작센의 항복 후, 프로이센과 오스트리아군은 각자 겨울 숙영지로 물러났다.